# AMPプレイス
AMPプレイス（AMP Place）は、オーストラリア、ブリスベンCBDに位置する金色の高層ビルである。シティーのほとんどの場所から望まれ、「ゴールドタワー」（The Gold Tower）の名称として知られる。